# Romney Marsh
Die Romney Marsh ist eine dünnbesiedelte Marschlandschaft in den Grafschaften Kent und East Sussex im Südosten Englands und etwa 260 km² groß. Die Romney Marsh ist ein einzigartiges Gebiet mit flacher, offener Landschaft.

## Die Landschaft der Romney Marsh
Die Romney Marsh besteht aus Tiefland, teilweise unter Meereshöhe. Die Landschaft zeigt unterschiedliche Charakteristik:
- die eigentliche Romney Marsh liegt nördlich einer Linie, die von New Romney nach Appledore verläuft.
- die Walland Marsh, liegt südlich dieser Linie bis zur Grenze zwischen Kent und Ost-Sussex
- während sich die East-Guldeford-Ebene wiederum südlich nach Rye ausbreitet
- die Denge-Marsch, liegt südöstlich von Lydd, und umfasst den Strand von Denge und die Landspitze von Dungeness
- die Rother-Ebene liegt, durchzogen von Entwässerungsgräben, um die ehemalige Isle of Oxney, welche heute einen Hügel in der Landschaft bildet. Auf einem Nachbarhügel liegt die Stadt Rye. Diese bildet zusammen mit den Städten Pett und Winchelsea die Zentren der heutigen Besiedelung in diesem Teil der Romney Marsh.

### Der Fluss Rother

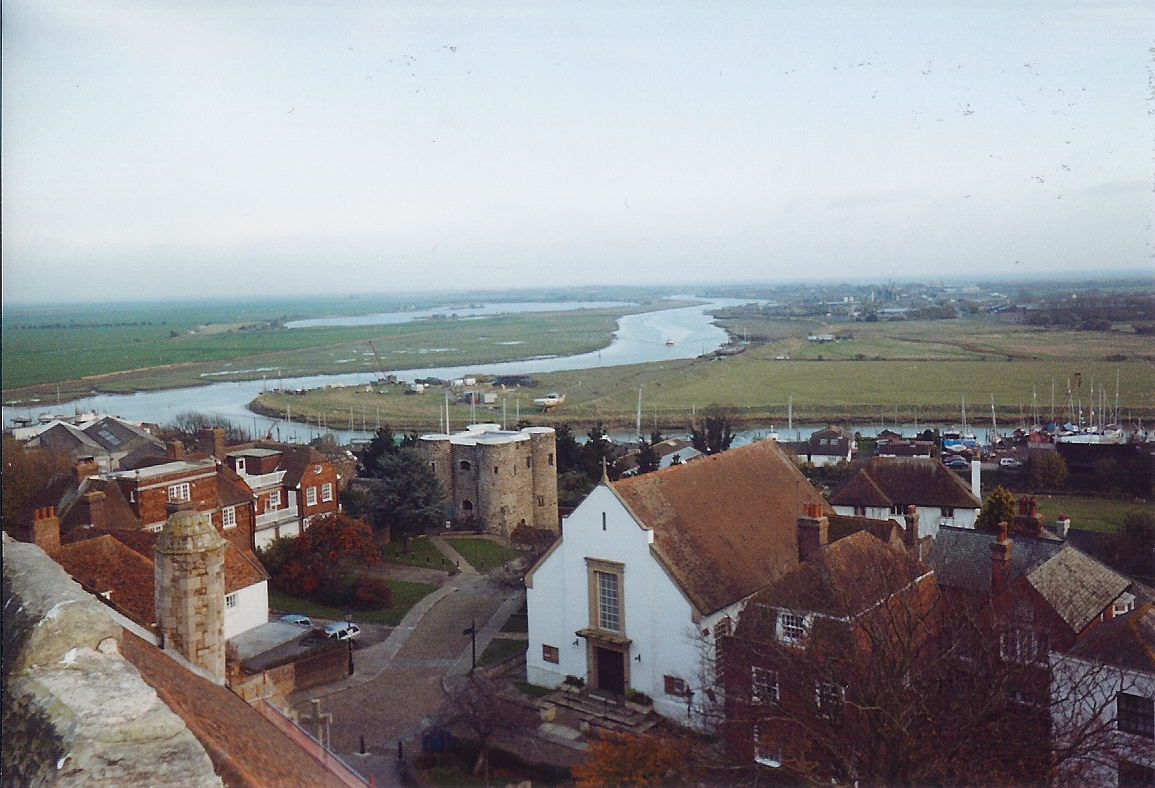
Blick über das Marschland von Rye aus

Der Fluss Rother fließt heutzutage in die Bucht bei Rye; bis 1287 lag seine Mündung noch zwischen Romney und Lydd. Die Gezeiten wirkten sich weit flussaufwärts aus bis Bodiam. Das Flussdelta war breit, ein Umstand, der die Stadt Rye zu einer Hafenstadt machte. Dem Flussdelta vorgelagert war eine große Insel, die heute einen Teil der Denge-Marschlandschaft ausmacht, in der die Häfen der Stadt Lydd und Winchelsea liegen. Die genannten Hafenstädte waren Mitglieder des Cinque-Port-Bundes.

### Urbarmachung der Landschaft
Die Landschaft der Romney Marsh bildete sich durch Menschenhand im Lauf von Jahrhunderten.
Der folgenreichste Eingriff bei der Urbarmachung des Marschlands ist der Rhee-Damm, der eine signifikante Dammlinie besitzt. Das englische Wort Rhee ist gleichbedeutend ist mit dem Wort river (Fluss). Der Bau wurde im 13. Jahrhundert in 3 Stufen von Appledore nach New Romney ausgeführt, wobei der Fluss zur Wasserstraße ausgebaut wurde.
Der Wasserstand wurde durch Schleusen gesteuert, gleichzeitig hatten diese die Aufgabe, den Schlick aus dem Hafen von New Romney zu spülen. Das letztere Vorhaben misslang aber, weswegen der Hafen versandete, was zur Folge hatte, dass New Romney an Bedeutung verlor, während sich der Rhee eines Teils des alten Hafens bemächtigte.
Der Wall bei Dymchurch wurde in derselben Zeit aufgeschüttet, nachdem Stürme eine Bresche in den Kiesstrand geschlagen hatten, der zuvor die Schutzlinie gebildet hatte.
Einem weitverbreiteten Irrglauben nach sind die beiden genannten Wälle von den Römern erbaut worden.
- 1250 und in folgenden Jahren brach eine Reihe heftiger Stürme über die schützenden Kiesbänke herein, wobei in erheblichem Ausmaß Landstriche geflutet und in Marschland zurückverwandelt wurden. Der Hafen von New Romney wurde zerstört und 1287 der alte Hafen von Old Winchelsea endgültig vernichtet. Winchelsea, die damals drittgrößte Hafenstadt Englands, über die der größte Teil importierten Weins gelöscht wurde, wurde in höherer Lage wiedererrichtet.

- Im 14. Jahrhundert wurde das Land der Walland- und der Denge-Marschlandschaft durch Aufschüttung gewonnen.

- 1462 wurde die Romney Marsh Corporation mit der Aufgabe gegründet, die Entwässerung voranzutreiben und Dämme zu bauen. Diese Maßnahmen zogen sich bis ins 16. Jahrhundert hin.

- Im 16. Jahrhundert wurde der Verlauf des Flusses Rother korrigiert und in den Kanal geleitet, in dem er bis zum heutigen Tag fließt, so dass die letzten Landstriche der See endgültig abgerungen werden konnten.

- Die Kiesablagerungen ging weiter, was zur Folge hatte, dass heute alle alten Häfen der Städte des Cinque-Port-Bundes nicht mehr am Meer liegen. In Dungeness wird allerdings noch heute durch Ausbaggern versucht, die ursprüngliche Küstenlinie zu halten.

Aus dieser Marschlandschaft stammen die Romney-Schafe. Sie entstanden aus im Mittelalter hier verbreiteten Langhaar-Schafen und sind nach ihrer Kreuzung mit English Leicester-Schafen um 1800 als eigene Zucht anerkannt.

## Geschichte
Das Marschland gehörte im 9. Jahrhundert dem Priorat von Canterbury, das es zwischen 1152 und 1167 einem Mann, der als Baldwin überliefert ist, in Pacht übertrug. Ihm wurde so viel Land zugestanden, wie er eigenhändig umzäunen und entwässern konnte. Der Begriff Baldwin’s Sewer (Baldwins Entwässerungskanäle) ist noch heute gebräuchlich. Seit dieser Zeit ist das Marschland von einem dichten Netz von Entwässerungskanälen durchzogen.

## Die mittelalterlichen Kirchen der Romney Marsh

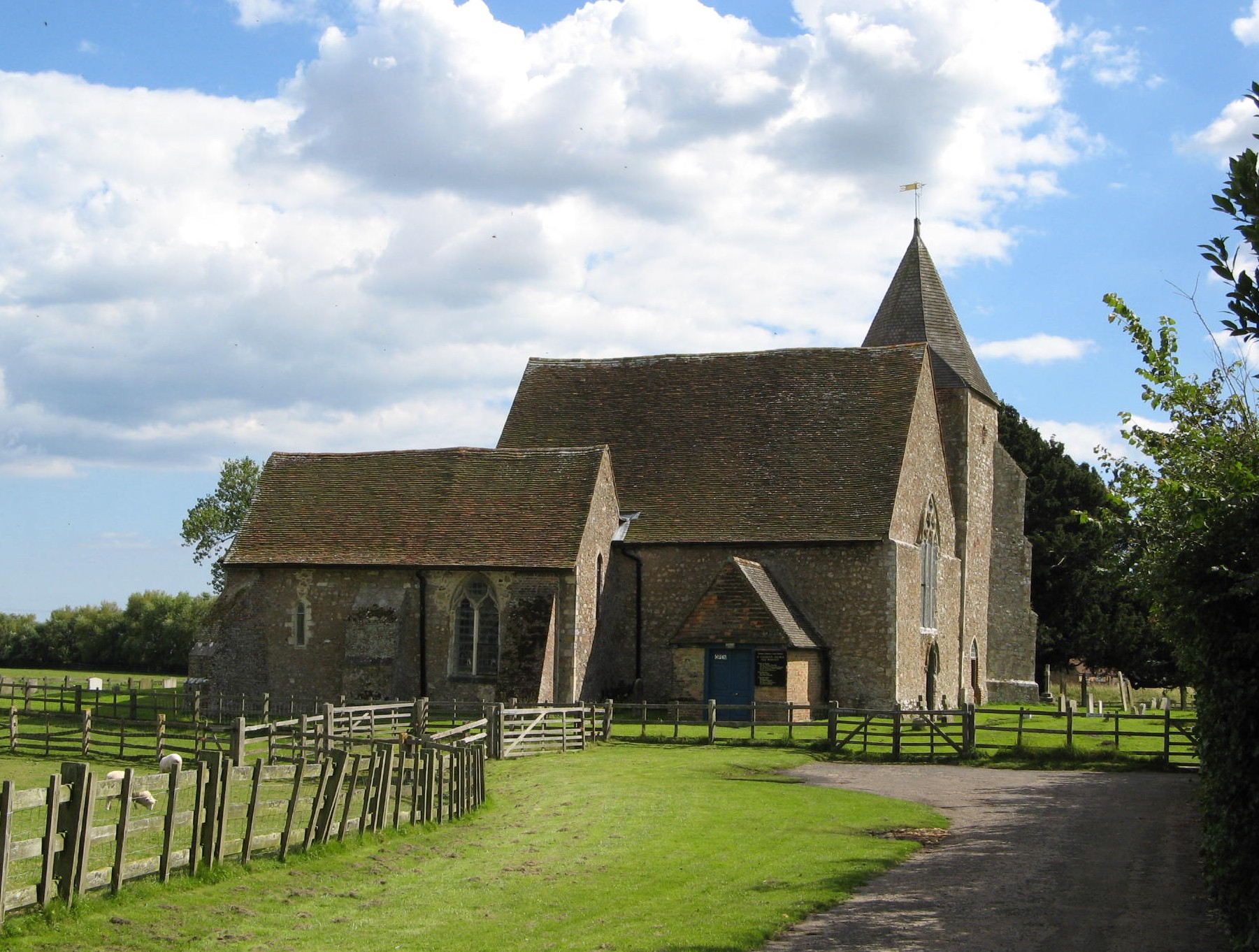
St.Clement in Old Romney

Die normannischen und frühmittelalterlichen Kirchen prägen die flache Landschaft, viele der 12 Kirchen sind tagsüber geöffnet und in den meisten von ihnen werden (teilweise wenigstens reihum) sonntags Gottesdienste gehalten. Zudem gibt es 3 Kirchenruinen zu besuchen.
Genannt seien hier All Saints in Lydd, die sog. Kathedrale der Romney Marsh, die normannische St. Nicholas-Kirche in New Romney mit spätgotischen Umbauten und besonders St. Augustine in Brookland, eine Kathedrale, die für ihren freistehenden Turm, das Taufbecken und die Ornamentik bekannt ist. Die Darstellung der 12 Monate und die 12 Tierkreiszeichen läuft in einem doppelten Bogenfries um ein normannisches Taufbecken aus Blei, das vermutlich weltweit kein Gegenstück besitzt und aus Frankreich stammt. Das Kirchenschiff aus dem 13. Jahrhundert ist unregelmäßig ausgeführt: Sechs Arkaden auf der einen stehen sieben Arkaden auf der anderen Seite gegenüber.
Die St. Thomas Beckett-Kirche in Fairfield liegt eher abgelegen und von Weideland umschlossen. Früher konnte man sie – je nach Jahreszeit – nur zu Pferd oder in einem Boot erreichen. Unter einem heruntergezogen Dach sind die Backsteine rot und blau aufgemauert. Das Kircheninnere ist geprägt durch kastenartige Bänke.

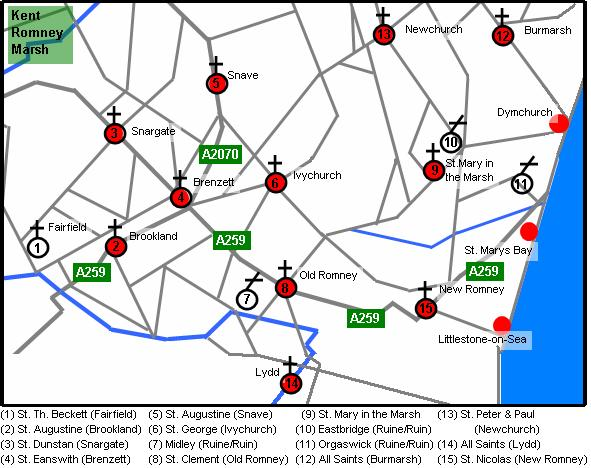
Karte der Kirchen

Die Kirche St. George in Ivychurch ist für den kleinen Ort eigentlich zu groß, es wird überliefert, ein Teil des Raums wäre früher zur Aufbewahrung von Schmugglergut verwendet worden.
Im Flecken Snave liegt die St. Augustine-Church, die nicht mehr genutzt wird, aber im Frühling von Narzissen umrahmt wird und allein deswegen sehenswert ist.
Die Kirche St. Clement in Old Romney weist eine farbliche Besonderheit auf: die Kirchenbänke sind in hellrosa gestrichen, hier wurde zu Teilen ein Piratenfilm in Farbe gedreht. Die in weißer Farbe gestrichenen Kirchenbänke waren optisch zu hell, so dass der Regisseur die Kirchenbänke umstreichen ließ.
Auf dem Kirchfriedhof liegt der 1942 in Northwood, Middlesex geborene und 1994 verstorbene britische Filmregisseur und Künstler Derek Jarman begraben.